# Haiʾat Tahrir asch-Scham
Haiʾat Tahrir asch-Scham (HTS, arabisch هيئة تحرير الشام Haiʾat Taḥrīr aš-Šām ‚Komitee zur Befreiung der Levante bzw. auch Organisation zur Befreiung Syriens‘, oft auch in englischer Transkription Hayat Tahrir al-Sham) war ein islamistisches Bündnis verschiedener Milizen, die im Bürgerkrieg in Syrien gegen die syrischen Streitkräfte des diktatorisch regierenden Staatspräsidenten Baschar al-Assad kämpften. Die HTS wurde von mehreren Ländern aufgrund der Vergangenheit eines ihrer Hauptgründungsmitglieder – Front für die Eroberung der Levante als Nachfolger der an al-Qaida angelehnten al-Nusra-Front – als Terrororganisation eingestuft. Um verschiedene Gruppen von Aufständischen vereinen zu können, hatte sich die Gruppe nach eigenen Angaben von al-Qaida und dem IS losgesagt; dennoch wurden ihr schwere Menschenrechtsverletzungen vorgeworfen.
In der Provinz Idlib, die im Verlauf des Bürgerkriegs nicht unter Kontrolle des Assad-Regimes war, baute die HTS eine Regierungsstruktur auf. Sie wird deswegen dort von Experten mitunter als ein Protostaat gesehen. Ende 2024 führte die HTS eine Rebellenoffensive an, die sowohl den Sturz des Assad-Regimes als auch die Machtübernahme der Rebellen über den Teil Syriens zur Folge hatte, der weder zur Selbstverwaltung von Nord- und Ostsyrien gehört, noch von Israel, der Türkei oder den Vereinigten Staaten besetzt ist. Mit der Machtübernahme wurden die Kampfgruppen der HTS aufgelöst und deren Mitglieder in die syrischen Streitkräfte eingegliedert.

## Gründung und Organisation
Haiʾat Tahrir asch-Scham wurde Anfang 2017 als Reaktion auf die Friedensgespräche in Astana gegründet, hinter denen die Türkei, der Iran und Russland standen. Mitglieder der Gruppe lehnen jegliche Friedensgespräche ab, die nicht den Rücktritt von Diktator Baschar al-Assad beinhalten. Zu ihren Gründungsmitgliedern gehörten die Liwa al-Haqq, Dschaisch as-Sunna, Dschabhat Ansar ad-Din, Harakat Nour al-Din al-Zenki sowie die Dschabhat Fatah asch-Scham, die als größte Kraft innerhalb der Gruppe gilt. Von ihren geschätzten 31.000 Kämpfern entfallen 20.000 auf die Dschabhat Fatah asch-Scham. Diese gilt als Nachfolger der al-Nusra-Front und untersteht damit der Chorasan-Gruppe, welche wiederum als syrischer Zweig der al-Qaida galt. Obgleich die Gruppe aus vielen ehemaligen al-Qaida-Kämpfern besteht, glauben einige Analysten, dass die HTS sowohl einen organisatorischen als auch ideologischen Bruch mit al-Qaida vollzogen und ihre Doktrin sowohl hinsichtlich des Glaubens als auch der Methodik differenziert habe. Die Gruppe wird von al-Qaida und mit ihr verbundenen Ideologen dafür kritisiert, ihren Glauben zugunsten politischer Interessen verwässert zu haben. Im Zentrum dieser Kritik stehen vor allem die Beziehungen der Gruppe zur Türkei. Andere Beobachter hielten die HTS (Stand 2017) trotz der Vereinigung mit scheinbar gemäßigteren Gruppen für den syrischen Zweig von al-Qaida. Das Washington Institute for Near East Policy urteilte dagegen, dass der Bruch der HTS mit der Ideologie des weltweiten Dschihad „sehr echt“ sei.
Nachdem der Anführer der HTS, Ahmed al-Scharaa, als Reaktion auf russische Luftangriffe, bei denen syrische Zivilisten getötet wurden, zur Vergeltung bzw. Tötung von Russen aufrief, wurde die HTS von Russland als Terrororganisation eingestuft. Auch die Türkei, Kanada und die USA stuften die HTS als Terrororganisation ein. Trotzdem erfuhr die HTS Unterstützung sowohl von der Türkei als auch von den USA, als sie dazu überging, die Terrororganisation Islamischer Staat zu bekämpfen. Die iranische Regierung vermutet eine Unterstützung der HTS durch Saudi-Arabien und Katar. Im Februar 2021 behauptete Scharaa in einem Interview mit dem öffentlich-rechtlichen amerikanischen Fernsehsender PBS, dass die Einstufung als Terrororganisation jeglicher Grundlage entbehre. Er relativierte außerdem die Verbindung, die HTS zu al-Qaida hatte. In der Provinz Idlib stellte die HTS eine Regierungsstruktur namens Syria Salvation Government auf, die die rund 4 Millionen Bewohnerinnen und Bewohner des Rebellengebiets zivil verwaltet und auch als Ansprechpartnerin für die zahlreich in der Region tätigen internationalen Hilfswerke fungiert. Für das Centre for Strategic and International Studies (CSIS) ist die HTS Stand 2023 „eher ein autoritärer Protostaat als die transnationale islamistische Miliz, die es einmal war“.
Im Jahr 2024 wurde die HTS auch von Experten als relativ gemäßigt bewertet, erzkonservativ seien die Islamisten aber weiterhin. So duldete die HTS im selben Jahr Demonstrationen, die gegen sie und ihren Anführer al-Dschaulani selbst gerichtet waren. Nach Berichten der Vereinten Nationen, EU und USA begeht die Organisation jedoch trotz ihrer Distanzierung zu al-Qaida weiterhin schwere Menschenrechtsverbrechen, darunter Folter, extralegale Hinrichtungen, Diskriminierung von Frauen und Minderheiten sowie die systematische Unterdrückung politischer Gegner, Journalisten und Aktivisten. In den von ihr kontrollierten Gebieten setzt sie eine restriktive Scharia-basierte Ordnung durch, die insbesondere Frauen und religiöse Minderheiten unterdrückt. Demgegenüber stehen Berichte, wonach in von HTS kontrollierten Bereichen der Provinz Idlib „in Kombination mit Rechten für Christen, deren Kirchen renoviert wurden“ und dass die Rebellenführung nach dem Sturz des Assad-Regimes verkündete, keine Kleidungsvorschriften für Frauen zu erlassen. Mitte Dezember 2024 gab al-Dschaulani, der seit der Machtübernahme seinen zivilen Namen verwendet, bekannt, die Kampfgruppen der Rebellenorganisationen aufzulösen und deren Mitglieder in die Streitkräfte Syriens einzugliedern
Was letztlich am 29. Januar 2025 auch erfolgte.

## Entwicklung und Governance im Syrienkrieg
Im Laufe des Januars 2017 attackierte die HTS andere Rebellengruppen sowie Regierungstruppen. Zu den ersten Angriffen auf andere Rebellen kam es beim Grenzübergang Bab al-Hawa. Die Gruppe kritisierte im Januar die Operation Schutzschild Euphrat, die von der Türkei gestützt wird. Anfang Februar begann sie damit, FSA-Brigaden anzugreifen, die an dieser Operation teilnehmen. Im Verlaufe des Februars 2017 richtete sich die Offensive vor allem gegen die Salafistenmiliz Ahrar al-Scham und Brigaden der FSA. Diese organisierten sich unter der Führung der Ahrar al-Scham zu einem eigenen Bündnis (Dschabhat Tahrir as-Suriya), um vereint Widerstand zu leisten.
Die HTS galt im Sommer 2017 als dominierende Kraft in der Region um Idlib, begann aber im Oktober mit Beginn der türkischen Intervention in der Region an Unterstützung zu verlieren, als sich Kämpfer lokaler Gruppierungen unter dem Eindruck des türkischen Vorgehens abzuspalten begannen. Im September 2018 kontrollierte die HTS etwa 60 Prozent der Provinz Idlib im Nordwesten Syriens. Auch einige Tausend Europäer kämpften in der Dschihadistenmiliz. Anfang Januar 2019 flammten südwestlich von Aleppo Kämpfe zwischen der HTS und der Nationalen Befreiungsfront (NLF) auf, dschihadistischen Gruppierungen, die sich von der HTS abgespaltet hatten und von der Türkei unterstützt werden. Die HTS konnte einige Gebiete erobern. Im Februar 2020 gelang es Regierungstruppen zunächst im Zuge ihrer im Winter 2019 gestarteten Offensive die Schnellstraße M5 in Idlib unter ihre Kontrolle zu bringen. Bei den Gefechten, in die auch zunehmend türkische Truppen verwickelt wurden, bildeten die HTS-Kämpfer, mit noch etwa 20.000 Mann, die stärksten lokalen Kräfte der Opposition. Nach Angaben des früheren Anführer des militärischen Arms der HTS, Murhaf Abu Qasra, erlitt die HTS dabei schwere Verluste durch Angriffe von Regierungstruppen. Dies sei auf „das Fehlen einer einheitlichen Führung und mangelnde Kontrolle über den Kampf“ zurückzuführen gewesen. Dies sei der Grund gewesen, warum die HTS ihre Kontrolle über weitere oppositionelle Gruppen im Nordwesten Syriens übernommen habe.
Der HTS gelang es nicht nur, die Präsenz des Islamischen Staats in den von ihr befreiten Gebieten zu zerstören, sondern sie vereitelte im Juni 2020 auch den Versuch von al-Qaida, in Syrien einen neuen Zweig namens Huras al-Din aufzubauen. Gleichzeitig vertrat die Gruppe weiterhin ihre islamistische Weltanschauung, weshalb ihre Mitglieder eher als politische denn als salafistische Dschihadisten anzusehen sind, da sie gegenüber der Politik einen größeren Pragmatismus an den Tag legen. Seit 2020 mischt sich al-Dschaulani zunehmend in die Angelegenheiten der von der HTS unterstützten zivilen und technokratischen Syrischen Heilsregierung (Syrian Salvation Government (SGG)) in der Verwaltung der befreiten Gebiete ein. Die Syrische Heilsregierung (SGG) entstand aus einem Prozess, in dem versucht wurde, in den Gebieten, in denen die HTS bis Ende 2017 tätig war, die vollständige Verwaltungskontrolle zu erlangen. Durch die Bemühungen von al-Dschaulani und der HTS, den Aufbau von Institutionen und die interne bürokratische Reform in Richtung mehr Integration und Effizienz zu lenken, konnte die Gruppe Krisen innerhalb ihres Gebietes besser bewältigen. Dieser Prozess wurde auch genutzt, um alle Aspekte der Institutionen in den befreiten Gebieten zu professionalisieren. So gründete die Syrische Heilsregierung beispielsweise ein Notfallreaktionskomitee im März 2020, um vor Ort auf die COVID-19-Pandemie zu reagieren. Es wurde später nach dem schweren Erdbeben aktiviert, das im Februar 2023 den Nordwesten Syriens erschütterte. Es handelt sich im Wesentlichen um einen behördenübergreifenden Notfallapparat in den befreiten Gebieten. Außerdem errichtete die HTS in Idlib Einkaufszentren und eine funktionierende Strom- und Netzversorgung und versuchte reiche Exilsyrer für Investitionen zu gewinnen. Rund vier Millionen Syrer leben Stand 2024 in der Provinz Idlib unter der Verwaltungs- und Regierungsstruktur, die die HTS aufgestellt hat. Zwei Drittel der mehr als drei Millionen Bewohner waren wegen ihres Widerstands gegen Assad aus anderen Landesteilen in das von der HTS verwaltete Gebiet geflohen.
In der Nacht zum 3. Februar 2022 führte das US-Militär eine Operation im Dorf Atmeh nahe Idlib (und damit im von der HTS kontrollierten Gebiet) durch und tötete den Anführer der dschihadistischen Terrororganisation Islamischer Staat, Abu Ibrahim al-Haschimi al-Quraischi.
Im Jahr 2024 kam es über mehrere Monate hinweg in der Provinz Idlib zu Demonstrationen mit tausenden Teilnehmern gegen die HTS, bei der auch zum Sturz des HTS-Anführers Ahmed al-Scharaa aufgerufen wurde. Die HTS duldete die Demonstrationen; dies könnte jedoch auch dem Umstand geschuldet sein, dass die Gefängnisse bereits überfüllt waren (unter anderem mit Dschihadisten, die sich dem politischen Kurs der Führung der HTS nicht fügen wollten).
Ende November 2024 begann im Nordwesten von Syrien eine Offensive der HTS und Verbündeter gegen die regimetreuen Truppen von Baschar al-Assad. Nach eigenen Angaben hatte die HTS diese Offensive ein Jahr lang vorbereitet. Unter anderem wurden in jener Zeit Drohneneinheiten aufgebaut. Bis Anfang Dezember hatte die HTS und kurdische Milizen der Demokratischen Kräfte Syriens die Großstadt Aleppo eingenommen. Während des Einmarschs in Aleppo bemühte sich Scharaa Berichten zufolge, Ängste von Christen oder anderen Minderheiten zu zerstreuen. Er schickte Emissäre zu den christlichen Gemeinden in Syrien, die diesen versicherten, dass sie keine Übergriffe zu befürchten hätten. Außerdem habe er den Befehl gegeben, Zivilisten zu schonen und gefangen genommene Soldaten nicht zu töten. Scharaa schickte bei der Offensive jeweils Verhandler voraus, die Bürgermeister und lokale Milizen davon überzeugten, sich kampflos zu ergeben oder sich den Rebellen anzuschließen. Am 8. Dezember 2024 marschierten die Truppen im Zuge ihrer raschen Offensive in Damaskus ein; das Regime von Präsident Assad brach mit dem Einrücken der Truppen in Damaskus und mit dessen Flucht aus dem Land zusammen. Der Zerfall des Assad-Regimes bzw. die dafür benötigte knapp zweiwöchige Offensive forderte nach Angaben der Syrischen Beobachtungsstelle für Menschenrechte das Leben von 910 Menschen; davon seien 392 Rebellen, 380 regimetreue Kämpfer und 138 Zivilisten gewesen. Im Jahr 2021 war die Anzahl der Todesopfer im Bürgerkrieg auf eine halbe Million Menschen geschätzt worden.
Einen Tag nach dem Fall des Assad-Regimes erließ die HTS eine Generalamnestie für all jene Mitglieder der syrischen Armee, die nicht freiwillig, sondern aufgrund der Wehrdienstpflicht den syrischen Streitkräften beitraten. Im Zuge des Sturzes des Assad-Regimes erklärte die HTS, dass sie mit den Chemiewaffen, die das Regime hinterließ, verantwortungsvoll umgehen wolle und eine internationale Kooperation zur Überwachung der Chemiewaffen anstrebe. Nach dem Sturz der Assad-Regierung bombardierte Israel jedoch neben syrischen Waffenlagern auch eine Chemiewaffenfabrik und Standorte von Langstreckenflugkörpern in Syrien.
Während der Offensive hatte die HTS sichergestellt, dass Museen in den von ihr eroberten Gebieten nicht geplündert werden.
Der von der HTS-Miliz eingesetzte Gouverneur von Damaskus, Maher Marwan, sagte Ende Dezember 2024 in einem Interview mit dem US-amerikanischen Sender NPR – ausdrücklich unter Berufung auf den Rebellenführer Ahmed al-Sharaa und das von Rebellen kontrollierte syrische Außenministerium –, man wolle sich „in nichts einmischen, was die Sicherheit Israels oder anderer Länder“ bedrohe. Man wolle „Frieden“ und könne „kein Gegner Israels oder irgendjemandes sein“.

## Menschenrechtsverletzungen
Einerseits ist HTS laut dem Syrian Network for Human Rights (SNHR) Stand Juli 2024 die Kriegspartei mit den am wenigsten getöteten Zivilisten; demnach starben durch die HTS im Bürgerkrieg bis Juli 2024 insgesamt 549 Zivilisten; andererseits dokumentieren in den Jahren 2021 bis 2024 veröffentlichte Berichte der Vereinten Nationen, Europäischen Union, Vereinigten Staaten und verschiedener Menschenrechtsorganisationen trotz der öffentlichen Distanzierung von al-Qaida weiterhin schwerwiegende Menschenrechtsverletzungen durch HTS. Im Folgenden werden zentrale Erkenntnisse aus diesen Berichten zusammengefasst:
- Extralegale Hinrichtungen, Inhaftierungen und Folter: HTS verübt extralegale Tötungen, willkürliche Festnahmen und erzwungene Verschleppungen.[29][31] Politische Gegner, Journalisten, Aktivisten und Zivilisten, die als kritisch gegenüber HTS wahrgenommen werden, werden rechtswidrig inhaftiert. In den von HTS betriebenen Haftanstalten sind Folter und Misshandlungen weit verbreitet. Es wurde der Einsatz von mindestens 22 Foltermethoden dokumentiert, darunter physische und psychologische Gewalt. Geständnisse, die unter Folter erlangt wurden, werden von HTS-Gerichten zugelassen, während Inhaftierte keine Möglichkeit haben, ihre Inhaftierung rechtlich anzufechten.[31][62]

- Gewalt gegen Frauen und Mädchen: HTS setzt strenge, religiös motivierte Kleidungsvorschriften für Frauen und Mädchen durch und schränkt ihre Bewegungsfreiheit erheblich ein.[29][64] Frauen dürfen nur in Begleitung eines männlichen Verwandten (Mahram) in die Öffentlichkeit, und Verstöße gegen diese Vorschriften können zu Verhaftungen führen.[31][62] Frauen sind Ziel von Diskriminierung und Gewalt, darunter willkürliche Festnahmen, sexuelle Misshandlung in Haft sowie Hinrichtungen unter Vorwänden wie „Ehebruch“ oder „Gotteslästerung“. Frauen wird zudem das Recht verwehrt, eine Scheidung einzureichen.[31][62][64]

- Zwangskonversionen und Diskriminierung religiöser Minderheiten: Laut einem Bericht der United States Commission on International Religious Freedom (USCIRF) werden religiöse Minderheiten, darunter nicht-sunnitische Muslime und Drusen, zur Konversion zum sunnitischen Islam gezwungen oder aus HTS-Gebieten vertrieben. Zum Beispiel wurde auch alawitisches und christliches Eigentum systematisch enteignet und an HTS-Mitglieder verteilt, was Experten zufolge das Kriegsverbrechen der Plünderung darstellen könnte.[66] Der USCIRF zufolge fördert HTS entgegen ihren öffentlichen Aussagen eine ideologisch geprägte Verwaltung, die die religiöse Vielfalt in der Region bedroht.[63]

- Unterdrückung von Kritik und Protesten: HTS unterdrückt gezielt Journalisten, Aktivisten und Zivilisten, die sich kritisch äußern. Proteste gegen HTS sind nur selten erlaubt und werden häufig gewaltsam niedergeschlagen. Viele Journalisten mussten aufgrund von Drohungen durch HTS die Region verlassen.[29][31][62]

- Behinderung humanitärer Hilfe: HTS behindert die humanitäre Hilfe in den von ihr kontrollierten Gebieten. Sie erhebt „Steuern“ auf Hilfslieferungen, reguliert deren Verteilung und mischt sich in die Auswahl der Begünstigten ein, um sie zu ihrem eigenen Vorteil zu veruntreuen. Diese Praktiken erschweren die internationale Unterstützung von Binnenvertriebenen erheblich.[31][62]

- Kinder als Opfer und Beteiligte: Nach einem Bericht des US-Außenministeriums setzt HTS Kinder als menschliche Schutzschilde, Selbstmordattentäter, Kindersoldaten und Scharfrichter ein, wodurch internationale Normen zum Schutz von Kindern verletzt werden.[65][67]